# Unione Sportiva Bari 1941-1942
Questa voce raccoglie le informazioni riguardanti l'Unione Sportiva Bari nelle competizioni ufficiali della stagione 1941-1942.

## Stagione
L'U.S. Bari deve disputare il quinto campionato di Serie B della sua storia, dopo la retrocessione del campionato precedente.
Nella dirigenza biancorossa Pasquale Ranieri si dimette dalla carica di presidente, rinunciando a un credito di 10000 £ e viene nominato al suo posto il Cavalier Giuseppe Santoro, un altro esimio rappresentante dell'aristocrazia mercantile barese del tempo, gestore del teatro Piccinni. Andrea Somma e Francesco De Palma sono nominati sub commissari mentre è eletto segretario, all'unanimità, Donato Accettura.
Luigi Ferrero ha lasciato Bari per andare ad allenare il Pescara, la società pensa quindi di sostituirlo con un tecnico non inesperto e chiama András Kuttik.
Nel mercato estivo la società biancorossa preleva giocatori che siano costantemente utilizzabili, perché per via della guerra molti non sono sempre disponibili. Tra i vari movimenti di compravendita vengono acquistati Amerigo Menutti e Raúl Mezzadra; Andrighetto e Arienti vengono ceduti rispettivamente a Genova e Venezia.
In Coppa Italia il Bari viene subito eliminato ai sedicesimi di finale dalla Lazio (militante in Serie A), per effetto di un 4-2 maturato in trasferta.
Il Campionato inizia con una sconfitta, sempre 4-2, fuori casa contro il Padova e poi prosegue con una serie positiva di 14 giornate consecutive, composta di 10 vittorie e 4 pareggi e chiusa dalla sconfitta 3-1 di Pisa, alla penultima gara di andata. Il Bari torna a vincere, 2-0 in casa, contro la Reggiana nell'ultima partita di andata e dopo il pari a reti bianche, sempre tra le mura amiche con il Padova (nella prima gara di ritorno), Kuttik viene chiamato dal Torino e lascia la formazione pugliese. Sulla panchina siede provvisoriamente il direttore sportivo Raffaele Costantino, che viene sostituito dopo il 2-0 subito a Pescara dalla giovane squadra di casa guidata da Ferrero, che chiamata "strapaesana" riscuote il consenso dei giornali, da Stanislao Klein, allenatore della Pro Patria. Proprio con i tigrotti il Bari vince 3-0 e riapre un altro ciclo positivo, intervallato dalla sconfitta esterna 2-1, inferta dall'Udinese in 26ª giornata (9ª di ritorno). All'interno di questo ciclo, il testo "90 Bari" considera particolarmente avvincente lo scontro al vertice Bari-Vicenza (valido per la 25ª giornata di campionato e 8ª gara del girone di ritorno; i veneti distanziavano il Bari capolista di 1 punto), vinto dai galletti 2-1 (doppietta di Camillo Fabbri e Bruno Quaresima ad accorciare le distanze per i berici).
Rimasti "al comando" (cioè al primo posto in classifica) da 13 giornate, dopo aver pareggiato 2-2 l'incontro interno con il Pisa nella penultima giornata di campionato, i biancorossi sono matematicamente campioni della Serie B 1941-42, per la prima volta nella loro storia, e promossi in Serie A: è però un primato oscurato dalle notizie e dagli eventi della guerra e festeggiato da pochi anziani, giacché molti dei giovani sono lontani da casa, a causa del conflitto.

## Divise
Le divise per la stagione 1941-1942 sono state le seguenti:
| Prima divisa | Seconda divisa |

## Organigramma societario[3]
Area direttiva
- Presidente: Cav. Giuseppe Santoro
- Segretario generale: Donato Accettura

Area tecnica
- Direttore Sportivo: Raffaele Costantino
- Allenatore: dal settembre 1941 all'1-2 marzo 1942 Andras Kuttik; dal 2 al 9 marzo 1942 Raffaele Costantino; dal 9 marzo al 12 luglio 1942 Ladislao Klein.
- Secondo allenatore: ?
- Accompagnatore: comm. Angelo Albanese

Area sanitaria
- Medico sociale: Dott. Nicola Quaranta
- Massaggiatore: Paciello

## Rosa
| N. |                           | Ruolo | Calciatore           |
| -- | ------------------------- | ----- | -------------------- |
|    | Italia (bandiera)         | P     | Leonardo Costagliola |
|    | Italia (bandiera)         | D     | Gaspare Cozzi        |
|    | Italia (bandiera)         | D     | Walter De Boni       |
|    | non conosciuta (bandiera) | D     | Fabiano              |
|    | Italia (bandiera)         | D     | Paolo Giammarco      |
|    | Italia (bandiera)         | D     | Plinio Patuelli      |
|    | Italia (bandiera)         | C     | Alessandro Carlini   |
|    | Italia (bandiera)         | C     | Piero Colli          |
|    | Italia (bandiera)         | C     | Onofrio Fusco        |
|    | Italia (bandiera)         | C     | Mario Jacometti      |

| N. |                      | Ruolo | Calciatore            |
| -- | -------------------- | ----- | --------------------- |
|    | Italia (bandiera)    | C     | Tommaso Maestrelli    |
|    | Italia (bandiera)    | C     | Raffaele Mancini      |
|    | Italia (bandiera)    | C     | Vincenzo Orlando      |
|    | Brasile (bandiera)   | C     | Luís Atílio Pennacchi |
|    | Italia (bandiera)    | C     | Sergio Trevisan       |
|    | Italia (bandiera)    | A     | Severino Cavone       |
|    | Italia (bandiera)    | A     | Camillo Fabbri        |
|    | Argentina (bandiera) | A     | Amerigo Menutti       |
|    | Argentina (bandiera) | A     | Raúl Mezzadra         |

## Calciomercato[1]

### Sessione estiva
| Acquisti | Acquisti              | Acquisti      | Acquisti   |
| R.       | Nome                  | da            | Modalità   |
| -------- | --------------------- | ------------- | ---------- |
| D        | Gaspare Cozzi         | Lucchese      | definitivo |
| D        | Paolo Giammarco       | Pescara       | definitivo |
| D        | Plinio Patuelli       | Imolese       | definitivo |
| C        | Piero Colli           | Lucchese      | definitivo |
| C        | Luís Atílio Pennacchi | Lucchese      | definitivo |
| C        | Raffaele Mancini      | Livorno       | definitivo |
| A        | Amerigo Menutti       | Vasco da Gama | definitivo |
| A        | Raúl Mezzadra         | Torino        | prestito   |

| Cessioni | Cessioni          | Cessioni    | Cessioni   |
| R.       | Nome              | da          | Modalità   |
| -------- | ----------------- | ----------- | ---------- |
| D        | Vincenzo Ferrante | Molfetta    | prestito   |
| C        | Primo Andrighetto | Genova 1893 | definitivo |
| C        | Felice Arienti    | Venezia     | definitivo |
| C        | José Compagnucci  | Brescia     | prestito   |
| C        | Ivo Isetto        | Spezia      | prestito   |
| A        | Luciano Alghisi   | Liguria     | definitivo |
| A        | Lino Begnini      | Venezia     | definitivo |
| A        | Ottorino Dugini   | Napoli      | definitivo |
| ?        | Capasciutti       | Catania     | prestito   |
| ?        | Carofiglio        | Molfetta    | prestito   |

## Risultati

### Serie B

#### Girone di andata
| Arbitro: | Andreoni (Milano) |

|                                            |           |                           |
| Rocco 4’, 35’ V. Cassani 70’ Belardini 83’ | Marcatori | 1’ C. Fabbri 26’ Mezzadra |

| Arbitro: | Gamba (Napoli) |

|                             |           |                      |
| Maestrelli 12’ Mezzadra 28’ | Marcatori | 47’ (rig.) Romagnoli |

| Arbitro: | Viarengo (Asti) |

|               |           |                |
| V. Coccia 77’ | Marcatori | 80’ Maestrelli |

| Arbitro: | Donati (Milano) |

|              |           |  |
| Mezzadra 21’ | Marcatori |  |

| Arbitro: | Silvano (Torino) |

|                     |           |                                 |
| Paghi 32’ Punzi 55’ | Marcatori | 1’, 13’ Orlando 38’ S. Trevisan |

| Arbitro: | Orlandini (Roma) |

|                   |           |              |
| C. Fabbri 5’, 62’ | Marcatori | 72’ G. Costa |

| 7 dicembre 1941 7ª giornata | Bari       | 2 – 0 a tavolino referto | Prato | \| Arbitro: \| Fantaccini \| |
| Arbitro:                    | Fantaccini |                          |       |                              |

| Vicenza 14 dicembre 1941 8ª giornata | Vicenza          | 0 – 0 referto | Bari | Campo Sportivo del Littorio\| Arbitro: \| Silvano (Torino) \| |
| Arbitro:                             | Silvano (Torino) |               |      |                                                               |

| Arbitro: | Mazza (Torre del Greco) |

|                           |           |  |
| C. Fabbri 16’ Orlando 36’ | Marcatori |  |

| Arbitro: | Coletti (Treviso) |

|              |           |                            |
| Oliviero 48’ | Marcatori | 52’ Orlando 58’ Maestrelli |

| Arbitro: | Albanese (Taranto) |

|                          |           |  |
| Orlando 59’ Mezzarda 86’ | Marcatori |  |

| Arbitro: | Moretti (Genova) |

|          |           |             |
| Muci 32’ | Marcatori | 38’ Carlini |

| Arbitro: | Da Broj (Forlì) |

|             |           |  |
| Menutti 66’ | Marcatori |  |

| Arbitro: | Bertolio (Torino) |

|             |           |                      |
| Miniati 45’ | Marcatori | 52’ (aut.) Michelini |

| Arbitro: | Tonnetti (Roma) |

|                    |           |  |
| Menutti 49’ (rig.) | Marcatori |  |

| Arbitro: | Scotto (Savona) |

|                                          |           |             |
| Benedetti 25’ N. Faccenda 52’ Moalli 78’ | Marcatori | 43’ Menutti |

| Arbitro: | Rossi (Roma) |

|                             |           |  |
| Menutti 49’ S. Trevisan 72’ | Marcatori |  |

#### Girone di ritorno
| Bari 1º marzo 1942 18ª giornata | Bari             | 0 – 0 referto | Padova | Stadio della Vittoria\| Arbitro: \| Camiolo (Milano) \| |
| Arbitro:                        | Camiolo (Milano) |               |        |                                                         |

| Arbitro: | Curradi (Firenze) |

|                            |           |  |
| Creziato 18’ Romagnoli 75’ | Marcatori |  |

| Arbitro: | Bernardi (Savona) |

|                                        |           |  |
| Giammarco 5’ Orlando 68’ C. Fabbri 82’ | Marcatori |  |

| Arbitro: | Francini (Viareggio) |

|  |           |             |
|  | Marcatori | 23’ Orlando |

| Arbitro: | Tonnetti (Roma) |

|             |           |  |
| Menutti 14’ | Marcatori |  |

| Arbitro: | Galeati (Bologna) |

|                 |           |               |
| Castigliano 79’ | Marcatori | 8’ Maestrelli |

| Prato 3 maggio 1942 24ª giornata | Prato             | 0 – 0 referto | Bari | Stadio Lungobisenzio\| Arbitro: \| Zelocchi (Modena) \| |
| Arbitro:                         | Zelocchi (Modena) |               |      |                                                         |

| Arbitro: | Pizziolo (Firenze) |

|                           |           |               |
| C. Fabbri 31’, 39’ (rig.) | Marcatori | 59’ Quaresima |

| Arbitro: | Galeati (Bologna) |

|                           |           |                   |
| Antonini 4’ D'Odorico 76’ | Marcatori | 56’ (aut.) Barbot |

| Arbitro: | Gamba (Napoli) |

|                                  |           |  |
| Menutti 13’ C. Fabbri 52’ (rig.) | Marcatori |  |

| Arbitro: | Scarpi (Dolo) |

|  |           |                     |
|  | Marcatori | 44’, 58’ Maestrelli |

| Arbitro: | Camiolo (Milano) |

|                                          |           |               |
| C. Fabbri 40’, 42’ (rig.) Maestrelli 69’ | Marcatori | 12’, 23’ Muci |

| Siena 14 giugno 1942 30ª giornata | Siena            | 0 – 0 referto | Bari | Stadio Rino Daus\| Arbitro: \| Dellarole (Roma) \| |
| Arbitro:                          | Dellarole (Roma) |               |      |                                                    |

| Arbitro: | Galeati (Bologna) |

|                          |           |  |
| Orlando 54’ Mezzadra 60’ | Marcatori |  |

| Lodi 28 giugno 1942 32ª giornata | Fanfulla        | 0 – 0 referto | Bari | Stadio Dossenina\| Arbitro: \| Mattea (Torino) \| |
| Arbitro:                         | Mattea (Torino) |               |      |                                                   |

| Arbitro: | Gamba (Pozzuoli) |

|                          |           |                              |
| Menutti 41’ Mezzadra 83’ | Marcatori | 12’ Di Benedetti 69’ Soldani |

| Arbitro: | Bellè (Venezia) |

|            |           |              |
| Salati 46’ | Marcatori | 42’ Patuelli |

### Coppa Italia
| Arbitro: | Mazza (Torre del Greco) |

|                                           |           |                               |
| Gualtieri 9’ Vettraino 14’ Piola 19’, 26’ | Marcatori | 16’ C. Fabbri 46’ S. Trevisan |

## Statistiche

### Statistiche di squadra
| Competizione | Punti | In casa | In casa | In casa | In casa | In casa | In casa | In trasferta | In trasferta | In trasferta | In trasferta | In trasferta | In trasferta | Totale | Totale | Totale | Totale | Totale | Totale | DR  |
| Competizione | Punti | G       | V       | N       | P       | Gf      | Gs      | G            | V            | N            | P            | Gf           | Gs           | G      | V      | N      | P      | Gf     | Gs     | DR  |
| ------------ | ----- | ------- | ------- | ------- | ------- | ------- | ------- | ------------ | ------------ | ------------ | ------------ | ------------ | ------------ | ------ | ------ | ------ | ------ | ------ | ------ | --- |
| Serie B      | 49    | 17      | 15      | 2       | 0       | 30      | 7       | 17           | 4            | 9            | 4            | 17           | 19           | 34     | 19     | 11     | 4      | 47     | 26     | +21 |
| Coppa Italia | -     | 0       | -       | -       | -       | -       | -       | 1            | 0            | 0            | 1            | 2            | 4            | 1      | 0      | 0      | 1      | 2      | 4      | -2  |
| Totale       | -     | 17      | 15      | 2       | 0       | 30      | 7       | 18           | 4            | 9            | 5            | 19           | 23           | 35     | 19     | 11     | 5      | 49     | 30     | +19 |

### Statistiche dei giocatori
| Giocatore       | Campionato | Campionato | Campionato  | Campionato | Coppa Italia | Coppa Italia | Coppa Italia | Coppa Italia | Totale   | Totale | Totale      | Totale     |
| Giocatore       | Presenze   | Reti       | Ammonizioni | Espulsioni | Presenze     | Reti         | Ammonizioni  | Espulsioni   | Presenze | Reti   | Ammonizioni | Espulsioni |
| --------------- | ---------- | ---------- | ----------- | ---------- | ------------ | ------------ | ------------ | ------------ | -------- | ------ | ----------- | ---------- |
| A. Carlini      | 30         | 1          | ?           | ?          | 1            | 0            | ?            | ?            | 31       | 1      | ?           | ?          |
| S. Cavone       | 2          | 0          | ?           | ?          | 0            | 0            | ?            | ?            | 2        | 0      | ?           | ?          |
| P. Colli        | 1          | 0          | ?           | ?          | 1            | 0            | ?            | ?            | 2        | 0      | ?           | ?          |
| L. Costagliola  | 33         | -30        | ?           | ?          | 1            | -4           | ?            | ?            | 34       | -34    | ?           | ?          |
| G. Cozzi        | 6          | 0          | ?           | ?          | 1            | 0            | ?            | ?            | 7        | 0      | ?           | ?          |
| W. De Boni      | 33         | 0          | ?           | ?          | 1            | 0            | ?            | ?            | 34       | 0      | ?           | ?          |
| C. Fabbri       | 33         | 10         | ?           | ?          | 1            | 1            | ?            | ?            | 34       | 11     | ?           | ?          |
| Fabiano         | 1          | 0          | ?           | ?          | 0            | 0            | ?            | ?            | 1        | 0      | ?           | ?          |
| O. Fusco        | 32         | 0          | ?           | ?          | 0            | 0            | ?            | ?            | 32       | 0      | ?           | ?          |
| P. Giammarco    | 32         | 1          | ?           | ?          | 1            | 0            | ?            | ?            | 33       | 1      | ?           | ?          |
| M. Jacometti    | 1          | 0          | ?           | ?          | 0            | 0            | ?            | ?            | 1        | 0      | ?           | ?          |
| T. Maestrelli   | 25         | 7          | ?           | ?          | 0            | 0            | ?            | ?            | 25       | 7      | ?           | ?          |
| R. Mancini      | 30         | 0          | ?           | ?          | 0            | 0            | ?            | ?            | 30       | 0      | ?           | ?          |
| A. Menutti      | 21         | 7          | ?           | ?          | 0            | 0            | ?            | ?            | 21       | 7      | ?           | ?          |
| R. Mezzadra     | 30         | 6          | ?           | ?          | 1            | 0            | ?            | ?            | 31       | 6      | ?           | ?          |
| V. Orlando      | 28         | 9          | ?           | ?          | 1            | 0            | ?            | ?            | 29       | 9      | ?           | ?          |
| P. Patuelli     | 5          | 1          | ?           | ?          | 0            | 0            | ?            | ?            | 5        | 1      | ?           | ?          |
| L. A. Pennacchi | 0          | 0          | ?           | ?          | 1            | 0            | ?            | ?            | 1        | 0      | ?           | ?          |
| S. Trevisan     | 21         | 2          | ?           | ?          | 1            | 1            | ?            | ?            | 22       | 3      | ?           | ?          |